# Navios víquingues

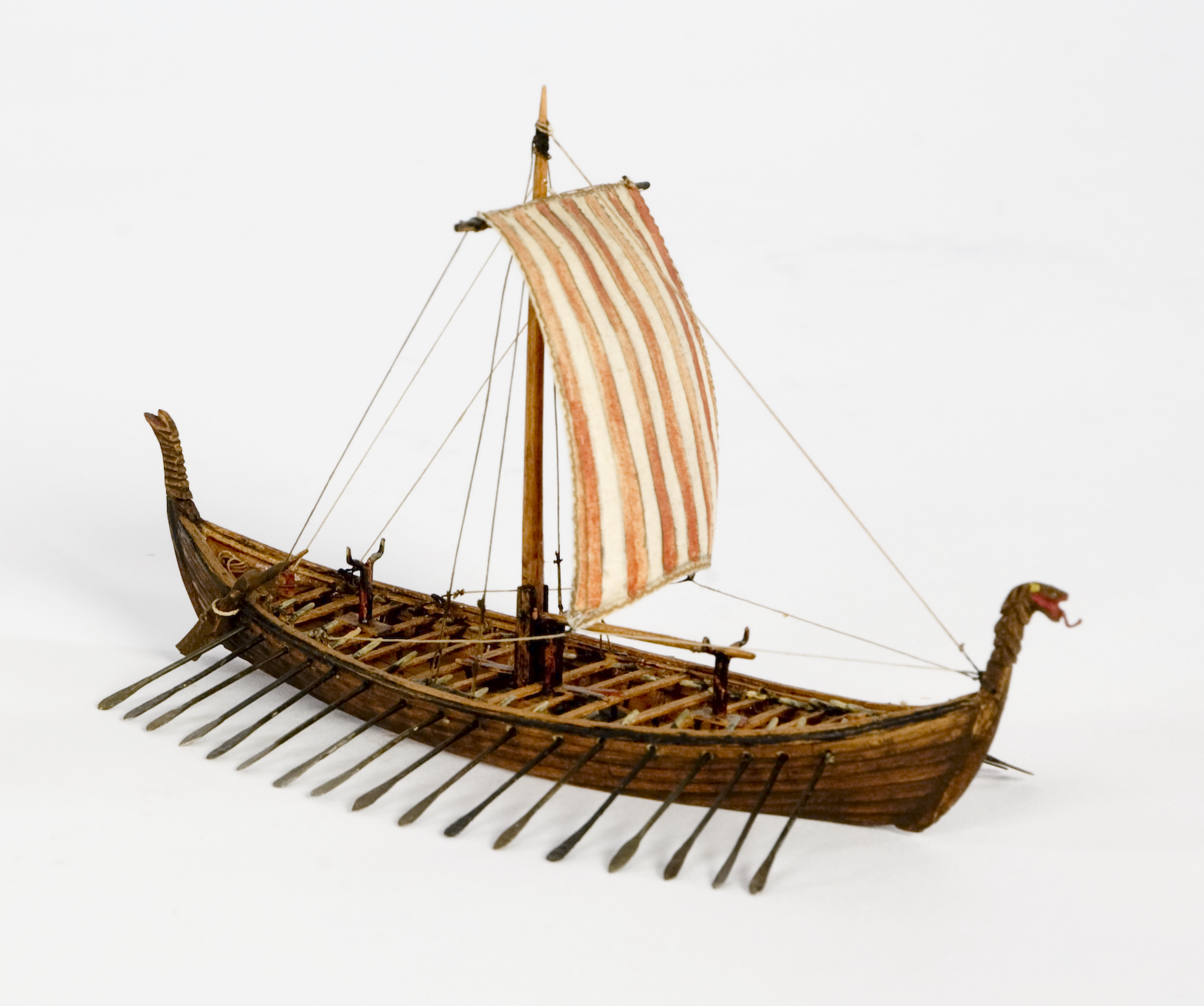
Modelo de langskip - O Barco de Oseberga

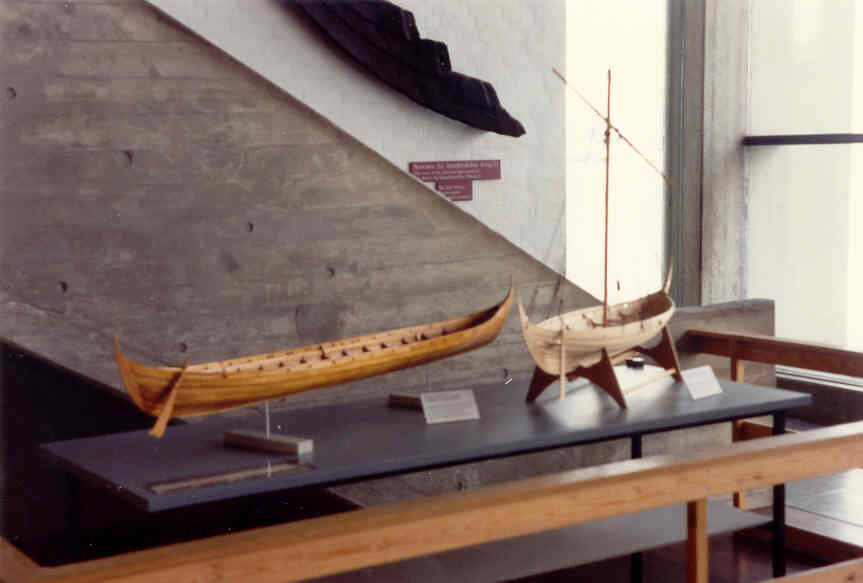
Modelos de langskip e de knarr, no museu de barcos viquingue em Rosquilda (Dinamarca)

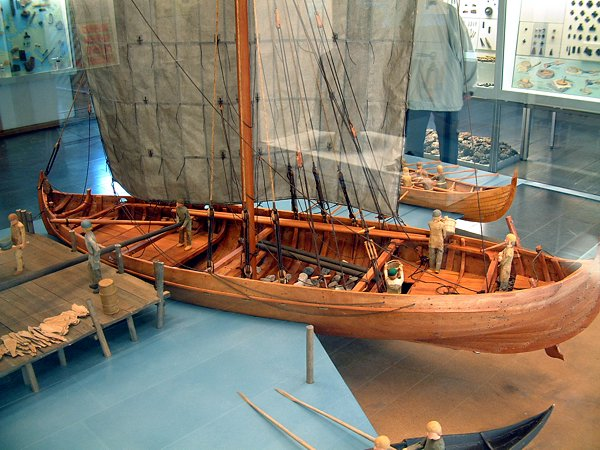
Modelo de knarr

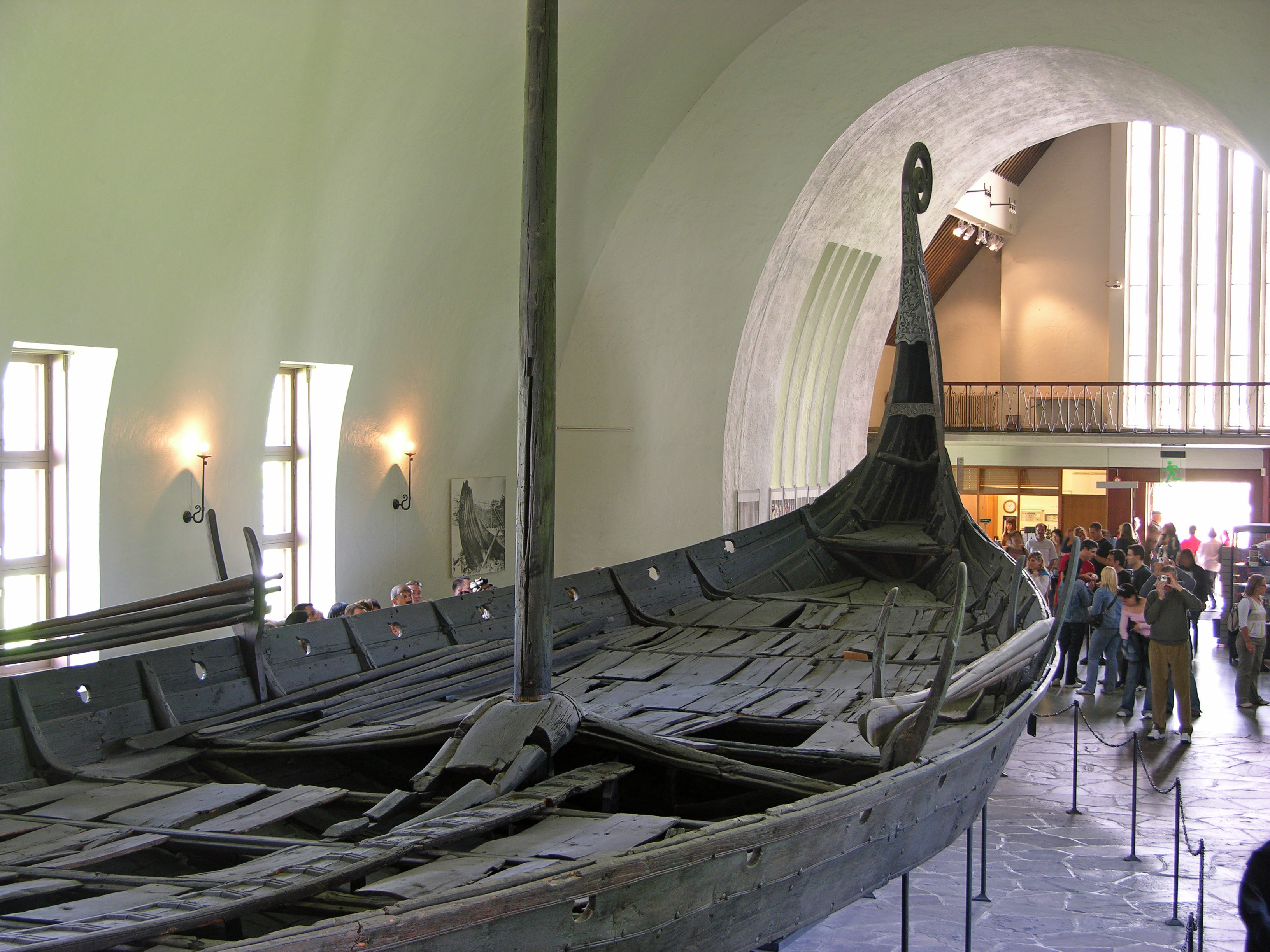
Um navio viquingue preservado no museu de Oslo

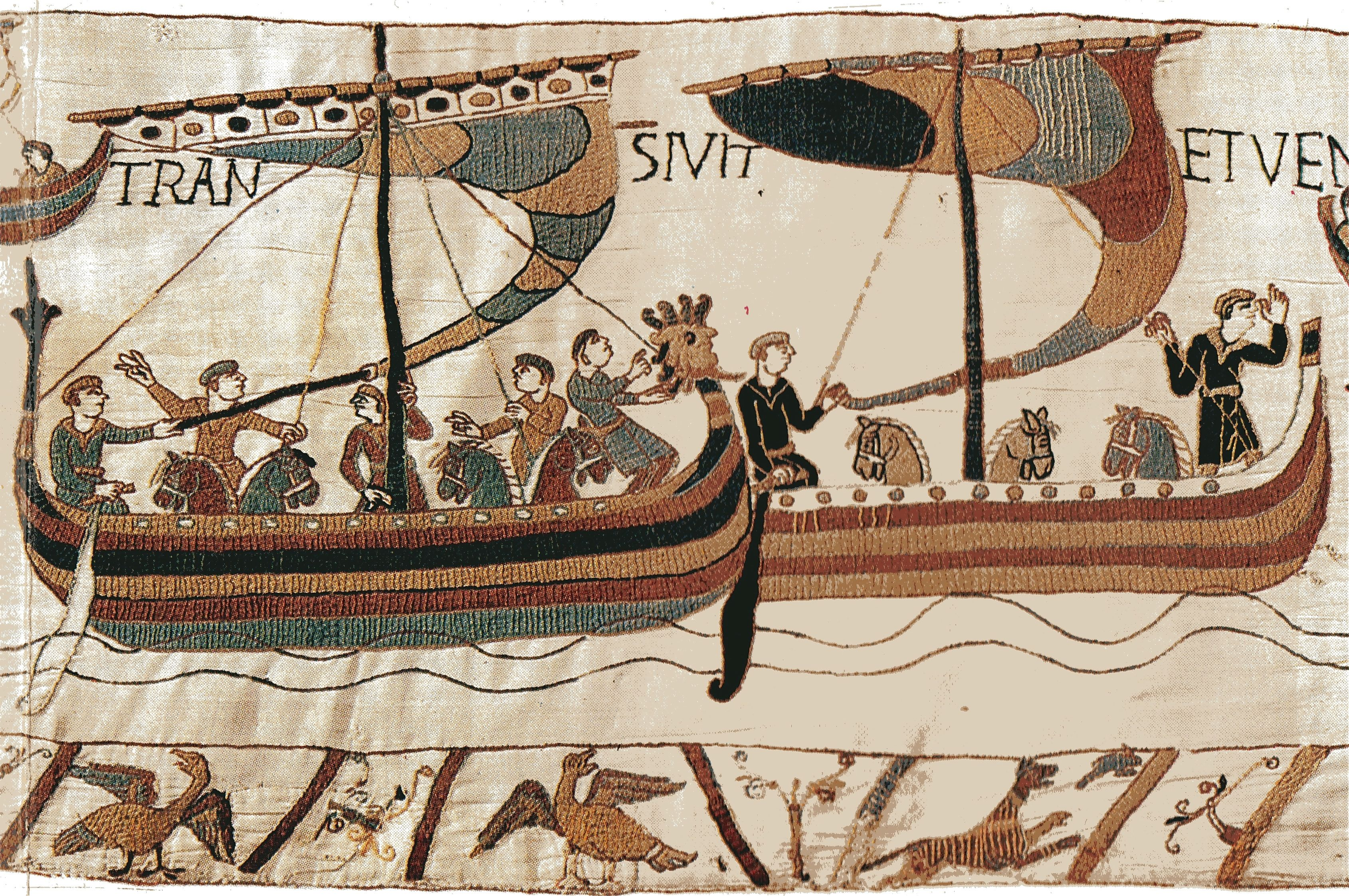
Navios víquingues na tapeçaria de Bayeux (ano 1070)

Os navios víquingues eram embarcações construídas e usadas pelos Víquingues durante a Era Viquingue (de 800 a 1050).
Os dois principais tipos de barcos eram o knarr de transporte comercial e o langskip de guerra, havendo ainda a destacar dois outros tipos - o karve e a snäcka.

A par dos achados arqueológicos, existem imagens da época, assim como fontes escritas e reconstruções modernas, que nos dão uma ideia de como eram os navios da era dos víquingues.
Os navios eram abertos, com casco trincado, e movidos a remos e a vela quadrada. Tinham uma série de aberturas nos dois lados para os remos, e o leme era constituído por um remo, colocado lateralmente no bordo de sotavento. Em termos gerais, eram embarcações com casco esguio para usar remos, largura suficiente para navegação estável e pouco peso para poderem ser transportados à mão pela tripulação.

## Achados arqueológicos
Foram encontrados vários navios víquingues, em diferentes estados de conservação. Como complemento informativo, foram também feitos modelos e construídas réplicas modernas desses navios. Entre os barcos encontrados, estão: O barco de Oseberga e o barco de Gokstad, na Noruega, o barco de Äskekärr, na Suécia, os barcos de Skuldelev, na Dinamarca e o barco de Lapuri, na Finlândia.

## Imagens contemporâneas
O historiador romano Tácito forneceu no século I uma descrição detalhada dos navios usados pelos Suíones da Escandinávia. No entanto, existem muito poucas imagens de barcos víquingues, estando estas principalmente gravadas em pedras dos séculos VII e VIII, na ilha sueca da Gotlândia. Devido à riqueza dos detalhes essas imagens dão uma informação preciosa sobre estes navios.
Na tapeçaria de Överhogdal (em sueco: Överhogdalstapeten), confecionada na Suécia por volta do ano 1000, existem quatro ou cinco imagens de navios víquingues, bordadas a lã sobre um fundo de linho. Na tapeçaria de Bayeux (em francês: Tapisserie de Bayeux), feita em Inglaterra por volta de 1070, existem igualmente imagens de navios basicamente víquingues.